# 西蒙·斯洛特维克
西蒙·斯洛特维克（挪威語：Simon Slåttvik，1917年7月24日—2001年5月7日），挪威男子越野滑雪、北欧两项运动员。他曾代表挪威参加1952年冬季奥林匹克运动会，获得北欧两项男子个人标准台金牌。